# Acajete, Puebla
Acajete là một đô thị thuộc bang Puebla, México. Năm 2005, dân số của đô thị này là 53115 người.